# إدوارد غينز
إدوارد غينز (بالإنجليزية: Edward Russell Gaines)‏ هو كاهن كاثوليكي نيوزيلندي، ولد في 3 نوفمبر 1926 في وانجانوي في نيوزيلندا، وتوفي في 6 سبتمبر 1994 بسبب مرض.